# Формиат кальция
Формиа́т ка́льция (муравьинокислый кальций) Ca(HCOO)2, — кальциевая соль муравьиной кислоты, немолекулярного строения, HCOOH. Также известен как пищевая добавка E238 в пищевой промышленности. В природе встречается крайне редко в некоторых минералах. 

## Получение
Формиат кальция получают воздействием муравьиной кислоты на кальций, его оксид и карбонат (мел или мрамор), а также высокотемпературным растворением монооксида углерода в твёрдом гидроксиде кальция.

## Свойства
Формиат кальция является сильным гидрофилом, что позволяет применять его в качестве водоотъёмного вещества. Гидролизуется, из-за чего имеет щелочную реакцию. Реагирует с более сильными, чем муравьиная, кислотами с образованием соответствующих солей кальция и муравьиной кислоты. Является антисептиком.

## Применение
Из-за высокой гидрофильности чистый формиат кальция используется в качестве ускорителя затвердевания строительных смесей и бетона, а также антиморозной присадки в бетон. Также использование формиата кальция в качестве составляющей бетона в размере от двух до четырёх процентов по массе увеличивает прочность бетона на сжатие.
В РФ использовалась (не разрешена) как соль и консервант в безалкогольных напитках, но количество не должно было превышать 210 мг на литр (комбинировалась с муравьиной, либо другим видом кислоты, но не более 360 мг на литр). Формиат кальция используют при квашении различных овощей (особенно капусты), но не для консервирования, а для того, чтобы был уплотнитель растительной ткани. E238 активно используют как заменитель соли во всех диетических продуктах. При применении учитывается особое свойство формиатов, которые способны проявлять своё антимикробное свойство только тогда, когда попадают в кислую среду. Некоторое время назад добавка использовалась и в консервировании рыбы, теперь же это также является нарушением, поэтому для консервирования применяются более безопасные консерванты. Биологическая добавка используется для предотвращения порчи косметических средств, но дозировка не должна превышать 0,5 %. Также E238 применяют в процессе дубления кожи и крашении ткани, при печати цветных обоев.

## Безопасность
Чистый порошок формиата кальция сильно раздражает глаза, но не вызывает раздражения кожи. Вдыхание порошка может быть опасным. Соединение имеет жгучий вкус. Приём внутрь жидкостей с высокой концентрацией формиата кальция вызывает тяжёлые поражения желудочно-кишечного тракта.
В качестве пищевой добавки формиат кальция считается «общепризнанным безопасным» (GRAS). Управление по санитарному надзору за качеством пищевых продуктов и медикаментов (FDA) одобрило его и признало безвредным при соблюдении необходимых дозировок. Европейское агентство по безопасности продуктов питания (EFSA) считает формиат кальция безопасным в качестве пищевой и кормовой добавки.